# Sugar Mountain (canción)
«Sugar Mountain» es una canción del cantante y compositor de folk rock canadiense Neil Young. Young compuso la canción el 12 de noviembre de 1964 – en su cumpleaños número 19 – en el Hotel Victoria en Fort William, Ontario (ahora Thunder Bay), donde había estado de gira con su banda de Winnipeg, The Squires. Sus letras son reminiscencias de su juventud en Winnipeg, Manitoba.

## Composición y letra
En un concierto en el Albert Hall de Londres el 29 de octubre de 1970, Joni Mitchell, que ya era amiga de Young cuando escribió esta canción, abrió su canción «The Circle Game» con este discurso:

En 1965 estaba en Canadá, y había un amigo mío allí que acababa de dejar un banda de rock'n'roll [...] acababa de cumplir 21 años, y eso significaba que ya no se le permitía entrar a su lugar favorito, que era una especie de club de adolescentes y una vez que tenías más de 21 años no podías entrar volver allí nunca más [...] Así que realmente se sentía terrible porque sus novias y todos con los que quería pasar el rato, su banda aún podía ir allí, ya sabes, pero una de las cosas que lo llevaron a convertirse en un cantante de folk fue que él ya no podía jugar en este club. Porque estaba sobre la colina [...] Así que escribió esta canción que se llamaba “Oh to live on sugar mountain”, que era un lamento por su juventud perdida [...] Y pensé: “Dios, ya sabes, si llegamos a 21 y no hay nada después de eso, ese es un futuro bastante sombrío”. Así que escribí una canción para él y para mí solo para darme algo de esperanza. Se llama «The Circle Game»

## Grabación y lanzamientos
La primera grabación conocida de la canción se realizó el 15 de diciembre de 1965 para un disco de demostración en Elektra Records en la ciudad de Nueva York; esta versión aparece en Early Years (1963–1965) como parte de la caja recopilatoria de 2009, The Archives Vol. 1 1963–1972. El primer lanzamiento formal fue una grabación de la canción realizada el 10 de noviembre de 1968, como parte de una presentación en vivo en el Canterbury House en Ann Arbor, Michigan. Esta grabación fue publicado como lado B de varios sencillos – «The Loner» (1969), «Cinnamon Girl» (1970), «When You Dance I Can Really Love» (1971), «Heart of Gold» (1972) y «Lookin' for a Love» (1976) – sin embargo, la canción no apareció  en un ningún álbum de estudio de Young hasta el álbum recopilatorio Decade (1977). Un lanzamiento en CD/DVD de las actuaciones en el Canterbury House, Sugar Mountain – Live at Canterbury House 1968, fue publicado el 25 de noviembre de 2008 como parte de Archives Performance Series.
Young volvió a grabar la canción en febrero de 1969, como parte de una serie de espectáculos en vivo en el Riverboat de Toronto; esta versión está incluida en Live at the Riverboat 1969 (2009). También se incluye otra interpretación en vivo como la canción de apertura del álbum Live Rust (1979).

## Recepción de la crítica
La canción fue clasificada entre las mejores canciones de Neil Young por Rolling Stone, WROR, Far Out, y la revista Billboard. El sitio web Aphoristic escribió: “Con casi seis minutos, con solo la voz de Young y su guitarra acústica, «Sugar Mountain» se alarga un poco, pero también aprovecha una nostalgia mágica. La nostalgia es un modo inusual para un joven, pero este es el mismo escritor que luego escribiría la línea ‘Old man, take a look at your life, I’m a lot like you’”. Brian Ives la describió como “una canción agridulce sobre el transcurso de la juventud”, mientras que Jack Whatley dijo que la canción “lamenta la pérdida de la inocencia y la fugaz expresión de la juventud”. Joe Lynch de Billboard comentó: “[la canción] nunca se vuelve demasiado empalagosa gracias a la entrega silenciosa y melancólica de Young [...], que proporciona el sabor agrio suficiente para atemperar esta hermosa y melancólica oda”.

## Créditos y personal
Créditos adaptados desde las notas de álbum.
- Neil Young – voz principal, guitarra acústica